# Milan
Milan je mužské křestní jméno srbského původu, jehož význam je „milý, milovaný“. Podle českého kalendáře má svátek 18. června, na Slovensku 27. listopadu.

## Statistické údaje
Následující tabulka uvádí četnost jména v ČR a pořadí mezi mužskými jmény ve srovnání dvou roků, pro které jsou dostupné údaje MV ČR – lze z ní tedy vysledovat trend v užívání tohoto jména:
| Rok       | Četnost    | Pořadí      |
| 1999      | 120 316    | 14.         |
| 2002      | 119 532    | 14.         |
| Porovnání | o 784 méně | žádná změna |
| 2006      | 117 958    | 14.         |
| 2007      | 117 498    | 14.         |
| 2016      | 107 458    | 23.         |

Změna procentního zastoupení tohoto jména mezi žijícími muži v ČR (tj. procentní změna se započítáním celkového úbytku mužů v ČR za sledované tři roky 1999–2002) je +0,1 %. Tuto informaci je třeba číst tak, že úbytek Milanů je pomalejší, než úbytek mužů v ČR – proto faktický absolutní úbytek o 784 znamená procentní nárůst.
V roce 2006 se podle údajů ČSÚ jednalo o 39. nejčastější mužské jméno u novorozenců.

## Známí nositelé jména
- Milan Babuška – český architekt
- Milan Baroš – český fotbalista
- Milan Bartovič – slovenský hokejista
- Milan Bezděk – český římskokatolický kněz, prelát Jeho Svatosti
- Milan Bokša – český fotbalový trenér, metodik a funkcionář
- Milan Cimfe – český baskytarista
- Milan Drobný – český zpěvák
- Milan Dufek – český zpěvák
- Milan Elleder – český lékař a profesor patologie
- Milan Frýda – český fotbalista
- Milan Fukal – český fotbalista
- Milan Harvalík – český jazykovědec
- Milan Hejduk – český hokejový útočník
- Milan Hlavsa – český baskytarista
- Milan Hodža – slovenský politik
- Milan Chalupa – český hokejista
- Milan Chladil – český zpěvák
- Milan Chovanec – český politik
- Milan Ivana – slovenský fotbalista
- Milan Kunc – český umělec
- Milan Kundera – česko-francouzský spisovatel
- Milan Kňažko – slovenský herec a politik
- Milan Knížák – český politik a umělec
- Milan Lasica – slovenský herec a spisovatel
- Milan Lucic – kanadský hokejista
- Milan Luhový – český fotbalista
- Milan Máčala – český fotbalový trenér
- Milan Machovec – český filozof
- Milan Markovič – slovenský humorista, herec a moderátor
- Milan Michálek – český hokejista
- Milan Munclinger – český hudebník
- Milan Nakonečný – český psycholog
- Milan I. Obrenović – srbský kníže a král
- Milan Orlowski – český stolní tenista
- Milan Peroutka – český zpěvák, člen skupiny Olympic
- Milan Piroćanac – srbský politik a právník
- Milan Rastislav Štefánik – slovenský politik a astronom
- Milan Smrčka – český hudebník známý jako Záviš
- Milan Stojadinović – jugoslávský politik, právník, národohospodář a ekonom
- Milan Špalek – český baskytarista
- Milan Šrejber – český tenista
- Milan Šteindler – český herec a režisér
- Milan Uhde – český spisovatel, dramatik a politik
- Milan Urban – český politik
- Milan Váchal – plzeňský profesionální fotograf
- Milan Zelený – americký ekonom českého původu